# Svinpest
För afrikansk svinpest, se afrikansk svinpest
Svinpest, vanlig svinpest eller klassisk svinpest är en mycket smittsam virussjukdom som drabbar svin och orsakas av ett pestivirus. 
Sjukdomsbilden kan variera kraftigt, från milda symtom så som aptitlöshet, färgavvikelser på huden och feber till plötsliga dödsfall. En del grisar dör från en till två veckor efter sjukdomens början. Inkubationstiden är 3–8 dagar.
Svinpest förekommer i stora delar av världen och sjukdomen har genom aktiva åtgärder minskat kraftigt i Europa och anses utrotad i Norden. I Sverige förekom svinpest senast 1944. Det är anmälningsplikt vid misstanke om sjukdomen till veterinär.
Svinpest är inte smittsam mot människan, men risk för mutation av viruset kan förekomma.
Sjukdomsbilden hos de drabbade grisarna är kan vara mycket lik afrikansk svinpest men de infekterande virusen för de båda sjukdomarna är inte alls närbesläktade. 